# Premio Antonio de Sancha
El Premio Antonio de Sancha, nombrado por Antonio de Sancha, considerado el primer editor español, es un premio anual concedido por la Asociación de Editores de Madrid a «la persona que se haya distinguido por su labor en defensa de los valores culturales en general, y del libro y la promoción de la lectura en particular.»

## Galardonados
- 1997: Jack Lang[3]
- 1998: Julio María Sanguinetti[4]
- 1999: Federico Mayor Zaragoza[5]
- 2000: Enrique Múgica[6]
- 2001: Antonio Fraguas (Forges)[7]
- 2002: Nuria Espert[8]
- 2003: Amin Maalouf[9]
- 2004: Barbara Probst Solomon[10]
- 2005: Francisco Ayala[11][12]
- 2006: Enrique V. Iglesias[13]
- 2007: Jesús de Polanco[14]
- 2008: Juan Luis Arsuaga[15]
- 2009: Gregorio Peces-Barba[16]
- 2010: Sergio Fajardo[17]
- 2011: Bernard Pivot[18][19]
- 2012: Germán Sánchez Ruipérez[17]
- 2013: Mario Vargas Llosa[20]
- 2014: Emilio Lledó[21]
- 2015: Carmen Iglesias[22]
- 2016: Luis Alberto de Cuenca[23]
- 2017: Fernando Savater[24]
- 2018: Adela Cortina[25]
- 2019: Alicia Martín
- 2020: Biblioteca Resistiré
- 2021: FundéuRAE[26]
- 2022: Irene Vallejo[27]
- 2023: Lorenzo Silva.[28]
- 2024: Jordi Sierra i Fabra.[29]
- 2025: Joan Manuel Serrat.[30]